# Kypello Kyprou 2015-2016
La Kypello Kyprou 2015-2016 è stata la 74ª edizione della coppa nazionale cipriota.
La competizione è stata vinta dall'Apollōn Limassol, vincitore del trofeo per l'8ª volta, sull'Omonia Nicosia.

## Ottavi di finale
I sorteggi sono stati effetti il 21 dicembre 2015
| Squadra 1           | Totale | Squadra 2          | Andata | Ritorno |
| ------------------- | ------ | ------------------ | ------ | ------- |
| 6 / 13 gennaio 2016 |        |                    |        |         |
| N&S Erīmīs          | 1 - 13 | AEK Larnaca        | 0 - 5  | 1 - 8   |
| Arīs Limassol       | 4 - 1  | Olympiakos Nicosia | 1 - 0  | 3 - 1   |

| Squadra 1           | Totale | Squadra 2           | Andata | Ritorno |
| ------------------- | ------ | ------------------- | ------ | ------- |
| 6 / 20 gennaio 2016 |        |                     |        |         |
| Anorthōsis          | 2 - 1  | Anagennīsī Deryneia | 2 - 1  | 0 - 0   |
| Omonia              | 5 - 1  | Ethnikos Achnas     | 2 - 0  | 3 - 1   |

| Squadra 1           | Totale | Squadra 2 | Andata | Ritorno |
| ------------------- | ------ | --------- | ------ | ------- |
| 6 / 26 gennaio 2016 |        |           |        |         |
| AEP Paphos          | 5 - 0  | ASIL Lysī | 3 - 0  | 2 - 0   |

| Squadra 1            | Totale | Squadra 2 | Andata | Ritorno |
| -------------------- | ------ | --------- | ------ | ------- |
| 13 / 20 gennaio 2016 |        |           |        |         |
| AEL Limassol         | 3 - 1  | Agia Napa | 1 - 0  | 2 - 1   |

| Squadra 1            | Totale | Squadra 2 | Andata | Ritorno |
| -------------------- | ------ | --------- | ------ | ------- |
| 13 / 27 gennaio 2016 |        |           |        |         |
| Nea Salamis          | 2 - 4  | APOEL     | 0 - 1  | 2 - 3   |

| Squadra 1            | Totale | Squadra 2       | Andata | Ritorno |
| -------------------- | ------ | --------------- | ------ | ------- |
| 20 / 27 gennaio 2016 |        |                 |        |         |
| Apollōn Limassol     | 4 - 1  | Ermīs Aradippou | 3 - 1  | 1 - 0   |

## Quarti di finale
I sorteggi sono stati effettuati il 28 gennaio
| Squadra 1            | Totale | Squadra 2  | Andata | Ritorno |
| -------------------- | ------ | ---------- | ------ | ------- |
| 3 / 17 febbraio 2016 |        |            |        |         |
| Omonia               | 8 – 0  | AEP Paphos | 4 – 0  | 4 – 0   |
| AEK Larnaca          | 5 – 2  | Anorthōsis | 3 – 0  | 2 – 2   |

| Squadra 1             | Totale | Squadra 2 | Andata | Ritorno |
| --------------------- | ------ | --------- | ------ | ------- |
| 10 / 17 febbraio 2016 |        |           |        |         |
| Arīs Limassol         | 2 – 5  | APOEL     | 1 – 1  | 1 – 4   |

| Squadra 1             | Totale | Squadra 2    | Andata | Ritorno |
| --------------------- | ------ | ------------ | ------ | ------- |
| 10 / 24 febbraio 2017 |        |              |        |         |
| Apollōn Limassol      | 3 – 0  | AEL Limassol | 2 – 0  | 1 – 0   |

## Semifinali
I sorteggi sono stati effettuati il 3 marzo 
| Squadra 1                      | Totale          | Squadra 2   | Andata | Ritorno |
| ------------------------------ | --------------- | ----------- | ------ | ------- |
| 6 aprile 2017 / 20 aprile 2017 |                 |             |        |         |
| Apollōn Limassol               | 2 - 2 (5-4 dcr) | APOEL       | 1 - 1  | 1 - 1   |
| Omonia                         | 0 - 0 (5-3 dcr) | AEK Larnaca | 0 - 0  | 0 - 0   |

## Finale
| Arbitro: | Ante Vučemilović-Šimunović |

|                              |           |             |
| Papoulīs 5’ Charalampous 72’ | Marcatori | 51’ Margaça |